# دوئل نوبل
دوئل نوبل: رقابت ۲۱ ساله دو دانشمند برای برنده شدن در برترین جایزه تحقیقاتی جهان (انگلیسی: The Nobel Duel) کتابی است در سال ۱۹۸۱ توسط روزنامه‌نگار علمی نیکلاس وید. این کتاب رقابت بین دانشمندان اندرو شالی و روژه گیمن را توصیف می‌کند، که اکتشافات آنها در تحقیقات هورمونی باعث شد که آنها جایزه نوبل فیزیولوژی یا پزشکی ۱۹۷۷ را به اشتراک بگذارند.